# Jouy-en-Argonne
Pour les articles homonymes, voir Jouy.
Jouy-en-Argonne est une commune française située dans le département Meuse, en région Grand Est.
Les habitants de Jouy-en-Argonne se nomment les Joviciens, à cause de l'étymologie supposée de Jouy.

## Géographie

### Situation
Le village de Jouy-en-Argonne se situe à la frontière orientale de la forêt d'Argonne, dans une vallée encaissée entourée de toute part par des collines, excepté vers le sud-ouest. Dans cette direction se trouve un étang alimenté par un ruisseau prenant sa source sur la colline située au nord du village.

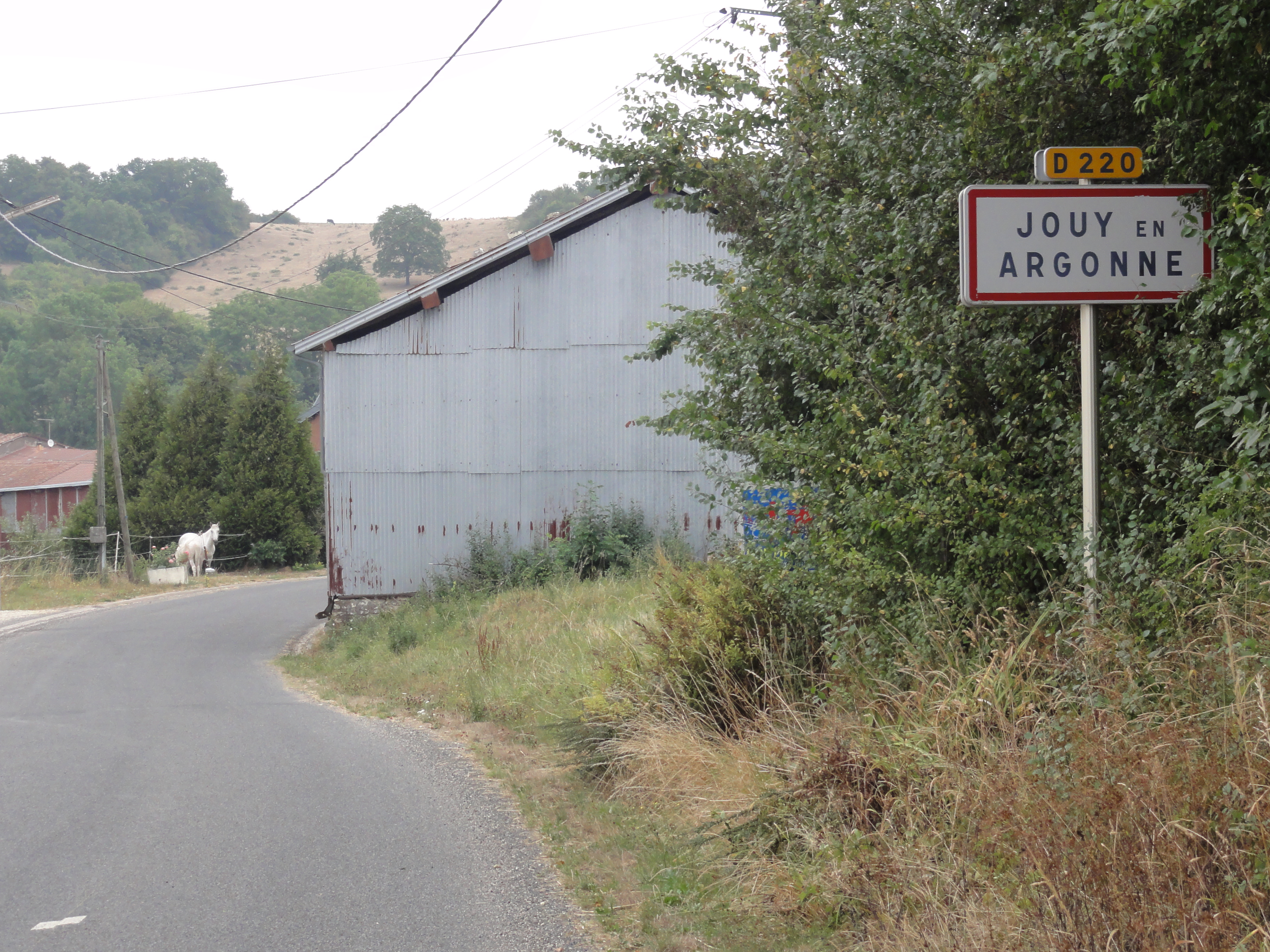
Entrée de Jouy-en-Argonne.

#### Communes limitrophes
| Dombasle-en-Argonne | Dombasle-en-Argonne | Sivry-la-Perche     |
| Dombasle-en-Argonne | Jouy-en-Argonne     | Sivry-la-Perche     |
| Brocourt-en-Argonne | Brocourt-en-Argonne | Nixéville-Blercourt |

### Hydrographie
La commune est dans la région hydrographique « la Seine du confluent de l'Oise (inclus) à l'embouchure » au sein du bassin Seine-Normandie. Elle est drainée par la Vadelaincourt, le ruisseau de Jouy-en-Argonne, divers bras de la Vadelaincourt, le ruisseau de Saussoie et la Vadelaincourt,.
La Vadelaincourt, d'une longueur de 20 km, prend sa source dans la commune de Lemmes et se jette  dans la Cousances à Clermont-en-Argonne, après avoir traversé huit communes.

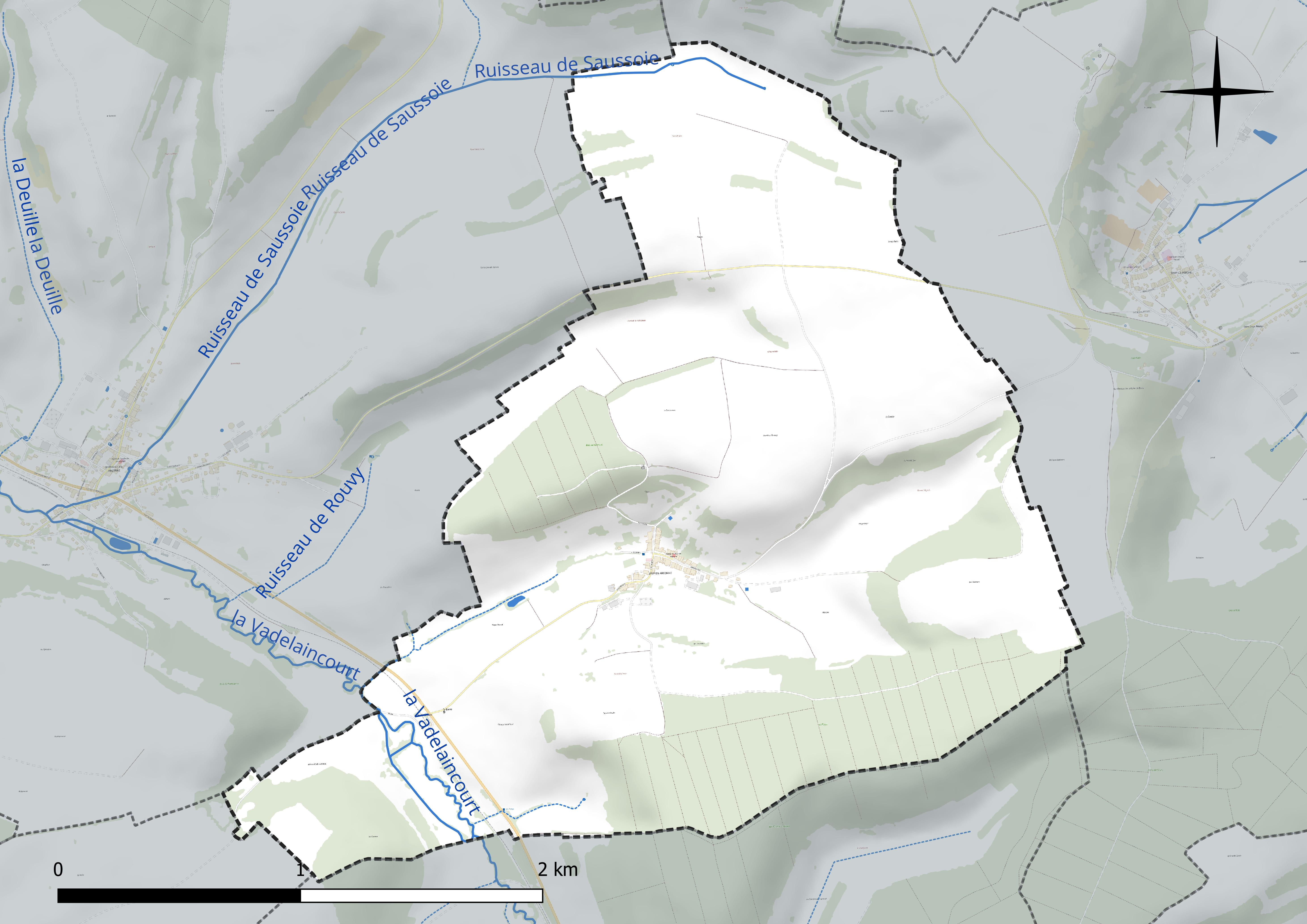
Réseau hydrographique de Jouy-en-Argonne.

### Climat
Pour des articles plus généraux, voir Climat du Grand Est et Climat de la Meuse.
En 2010, le climat de la commune est de type climat de montagne, selon une étude du Centre national de la recherche scientifique s'appuyant sur une série de données couvrant la période 1971-2000. En 2020, Météo-France publie une typologie des climats de la France métropolitaine dans laquelle la commune est exposée à un climat océanique altéré et est dans la région climatique  Lorraine, plateau de Langres, Morvan, caractérisée par un hiver rude (1,5 °C), des vents modérés et des brouillards fréquents en automne et hiver.
Pour la période 1971-2000, la température annuelle moyenne est de 9,6 °C, avec une amplitude thermique annuelle de 15,9 °C. Le cumul annuel moyen de précipitations est de 1 000 mm, avec 14,3 jours de précipitations en janvier et 9,9 jours en juillet. Pour la période 1991-2020, la température moyenne annuelle observée sur la station météorologique de Météo-France la plus proche, « Aubréville_sapc », sur la commune d'Aubréville à 10 km à vol d'oiseau, est de 10,9 °C et le cumul annuel moyen de précipitations est de 854,3 mm. 
La température maximale relevée sur cette station est de 41,8 °C, atteinte le 25 juillet 2019 ; la température minimale est de −15,7 °C, atteinte le 20 décembre 2009,,.
Les paramètres climatiques de la commune ont été estimés pour le milieu du siècle (2041-2070) selon différents scénarios d'émission de gaz à effet de serre à partir des nouvelles projections climatiques de référence DRIAS-2020. Ils sont consultables sur un site dédié publié par Météo-France en novembre 2022.

## Urbanisme

### Typologie
Au 1er janvier 2024, Jouy-en-Argonne est catégorisée commune rurale à habitat très dispersé, selon la nouvelle grille communale de densité à sept niveaux définie par l'Insee en 2022.
Elle est située hors unité urbaine. Par ailleurs la commune fait partie de l'aire d'attraction de Verdun, dont elle est une commune de la couronne,. Cette aire, qui regroupe 103 communes, est catégorisée dans les aires de moins de 50 000 habitants,.

### Occupation des sols
L'occupation des sols de la commune, telle qu'elle ressort de la base de données européenne d’occupation biophysique des sols Corine Land Cover (CLC), est marquée par l'importance des territoires agricoles (75,1 % en 2018), une proportion identique à celle de 1990 (75,1 %). La répartition détaillée en 2018 est la suivante : 
terres arables (53,6 %), forêts (24,9 %), prairies (18,6 %), zones agricoles hétérogènes (2,9 %). L'évolution de l’occupation des sols de la commune et de ses infrastructures peut être observée sur les différentes représentations cartographiques du territoire : la carte de Cassini (XVIIIe siècle), la carte d'état-major (1820-1866) et les cartes ou photos aériennes de l'IGN pour la période actuelle (1950 à aujourd'hui).

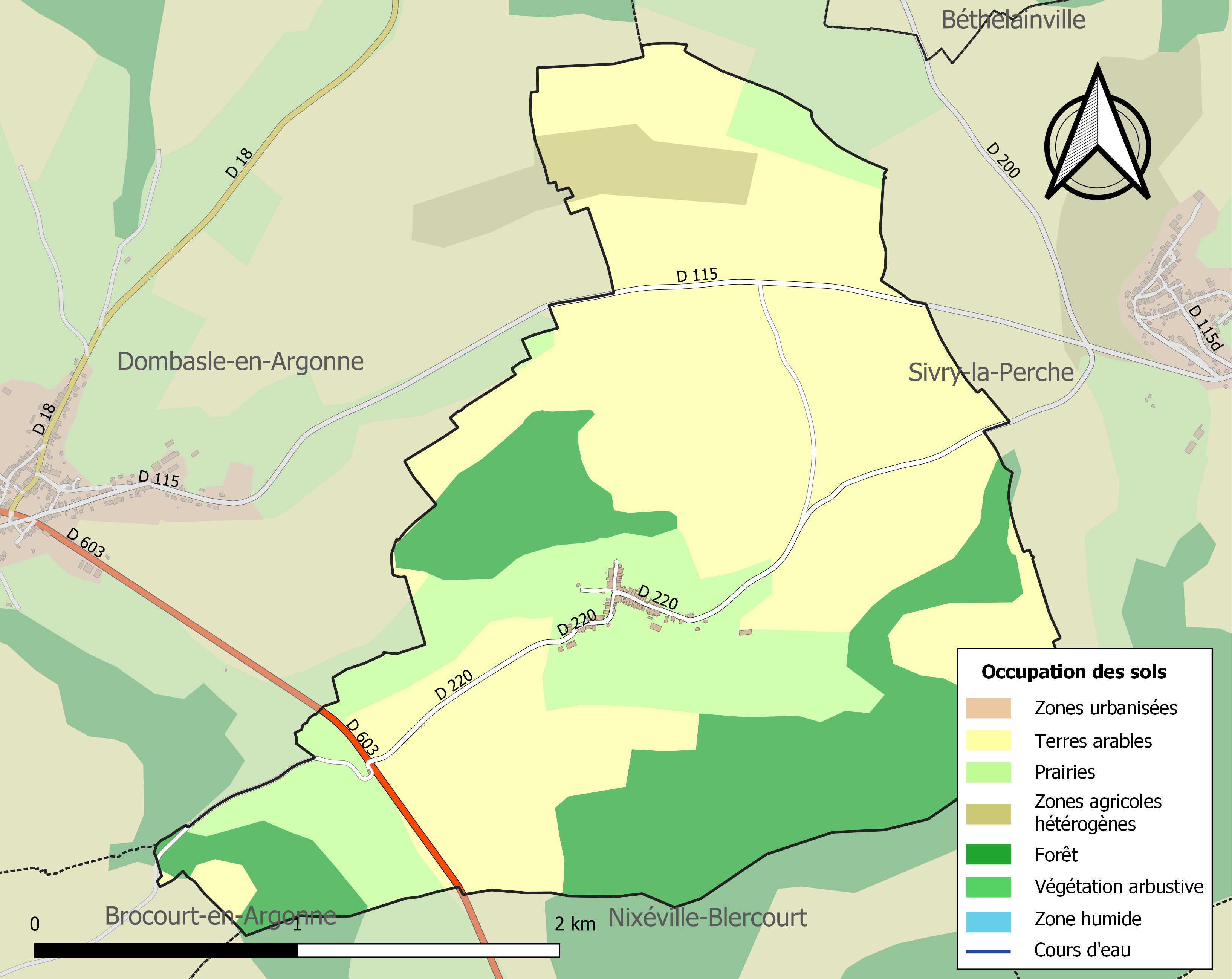
Carte des infrastructures et de l'occupation des sols de la commune en 2018 (CLC).

## Toponymie
Le nom de la localité est attesté sous les formes Mont-Jouy, Mons-Jovis (IXe siècle) ; Joei (1165) ; Joiey (1223) ; Joiei (1229) ; Joey (1642) ; Joyeium (1736) ; Joüy (1738) ; Parochialis ecclesia de Joviis (1738) ; Jouy-devant-Dombasle (1801); Jouy-en-Argonne (1900).

Le village est mentionné sous les formes Mont Jouy, Mont Jovis (IXe siècle), Joei (1165). L'abbé Ernest Nègre, se basant sur la forme tardive et isolée du XIe siècle, y voit un « Mons Jovis », « mont » suivi du nom de la divinité jovis « Jupiter », sans tenir compte des autres formes, pensant qu'un qu'il a peut-être existé un lieu de culte dédié à Jupiter, christianisé par la suite, au mont des Croix. Phonétiquement c'est problématique, ce qui incite Albert Dauzat et Charles Rostaing à poser un *Joviacum avec -acum, suffixe de localisation. Cependant, le nom ne semble pas différent des autres Jouy, tous issus de Gaudiacum, la propriété de Gaudius, nom d'homme chrétien. Ce nom ancien en -acum avait été associé postérieurement à un mons, mont, comme c'est souvent le cas (cf. Mont Magny devenu Montmagny).
Le nom de la région l'Argonne a été rajouté en 1900, par décret du 16.02.1900.

## Histoire
On peut voir au sommet de la colline appelée « le Mont de Croix » située au sud du village, trois autels qui sont les vestiges d'un pèlerinage chrétien fondé vers l'an 900. Les trois autels servaient de reposoirs pour les reliques des saints de trois abbayes qui étaient amenés en ce lieu en procession au cours du pèlerinage. Non loin de cet autel, un peu plus au sud, une voie romaine s'étendait selon la direction est/ouest.

## Politique et administration
| Période                                  | Période   | Identité          | Étiquette | Qualité |
| ---------------------------------------- | --------- | ----------------- | --------- | ------- |
| Les données manquantes sont à compléter. |           |                   |           |         |
| avant 1988                               | ?         | René Caffet       |           |         |
| mars 2001                                | mars 2008 | Denis Renier      |           |         |
| mars 2008                                | mars 2014 | Patricia Houckert |           |         |
| mars 2014                                | mai 2020  | Benoît Gitzinger  |           |         |
| mai 2020                                 | En cours  | Patricia Houckert |           |         |

## Démographie
L'évolution du nombre d'habitants est connue à travers les recensements de la population effectués dans la commune depuis 1793. Pour les communes de moins de 10 000 habitants, une enquête de recensement portant sur toute la population est réalisée tous les cinq ans, les populations de référence des années intermédiaires étant quant à elles estimées par interpolation ou extrapolation. Pour la commune, le premier recensement exhaustif entrant dans le cadre du nouveau dispositif a été réalisé en 2007.

En 2022, la commune comptait 55 habitants, en évolution de +12,24 % par rapport à 2016 (Meuse : −4,4 %, France hors Mayotte : +2,11 %).
| 1793 | 1800 | 1806 | 1821 | 1831 | 1836 | 1841 | 1846 | 1851 |
| ---- | ---- | ---- | ---- | ---- | ---- | ---- | ---- | ---- |
| 214  | 222  | 265  | 248  | 285  | 259  | 250  | 238  | 220  |

| 1856 | 1861 | 1866 | 1872 | 1876 | 1881 | 1886 | 1891 | 1896 |
| ---- | ---- | ---- | ---- | ---- | ---- | ---- | ---- | ---- |
| 228  | 209  | 203  | 192  | 196  | 184  | 185  | 182  | 161  |

| 1901 | 1906 | 1911 | 1921 | 1926 | 1931 | 1936 | 1946 | 1954 |
| ---- | ---- | ---- | ---- | ---- | ---- | ---- | ---- | ---- |
| 160  | 161  | 161  | 146  | 136  | 121  | 108  | 95   | 91   |

| 1962 | 1968 | 1975 | 1982 | 1990 | 1999 | 2006 | 2007 | 2012 |
| ---- | ---- | ---- | ---- | ---- | ---- | ---- | ---- | ---- |
| 81   | 86   | 70   | 67   | 60   | 58   | 55   | 55   | 55   |

| 2017 | 2022 | - | - | - | - | - | - | - |
| ---- | ---- | - | - | - | - | - | - | - |
| 47   | 55   | - | - | - | - | - | - | - |

Le recensement de 1901 faisait état de 160 habitants.
 Aujourd'hui, il n'y a plus que 55 habitants, dont environ un tiers n'est installé dans le village que depuis moins d'une génération (environ 30 ans).

## Culture locale et patrimoine

### Lieux et monuments
- Église Saint-Grégoire-le-Grand.
- Croix de chemin datant de 1875.

La commune, décorée de la croix de guerre 1914-1918, ne possède pas de monument aux morts.

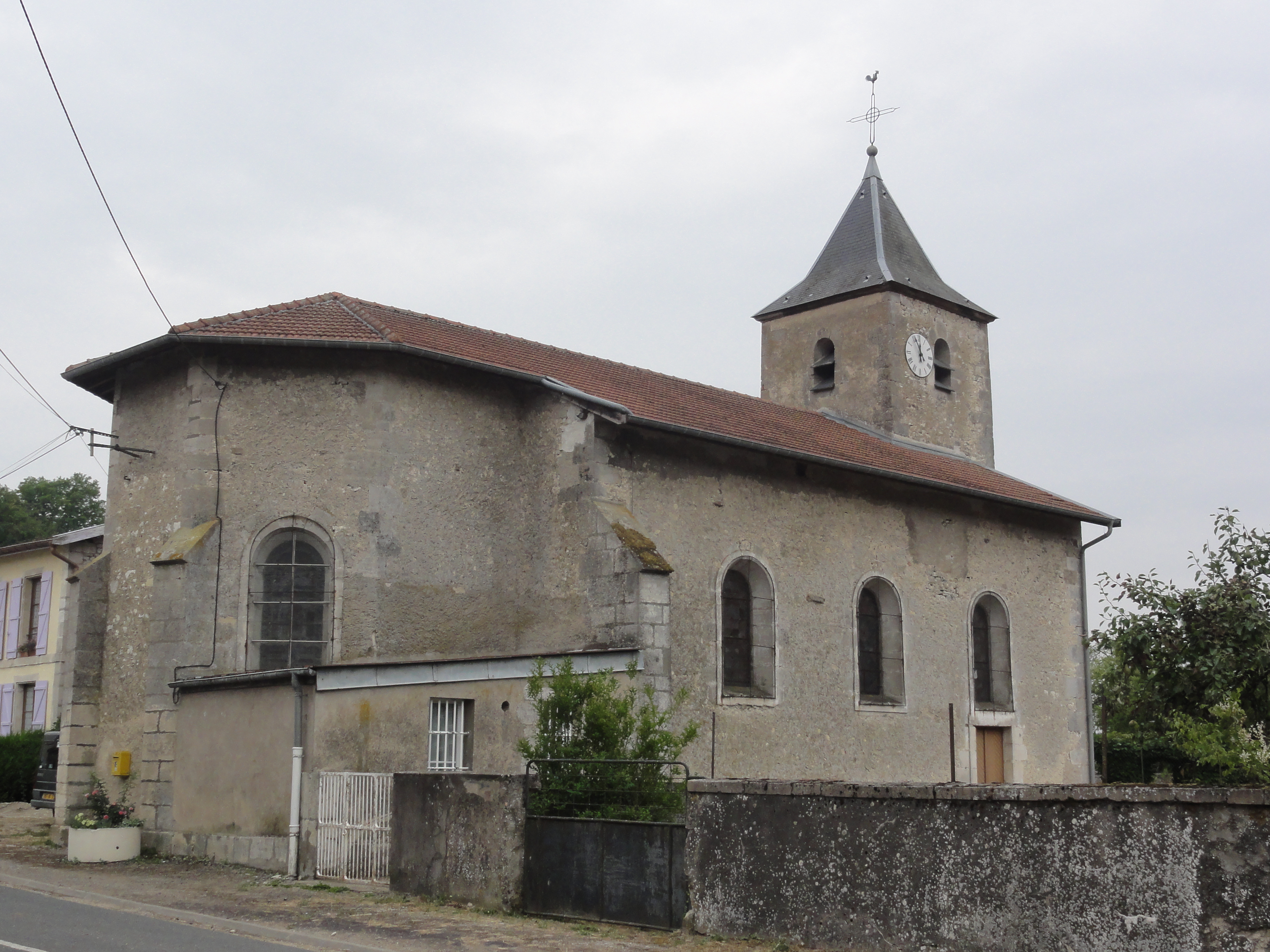
Église Saint-Grégoire-le-Grand.
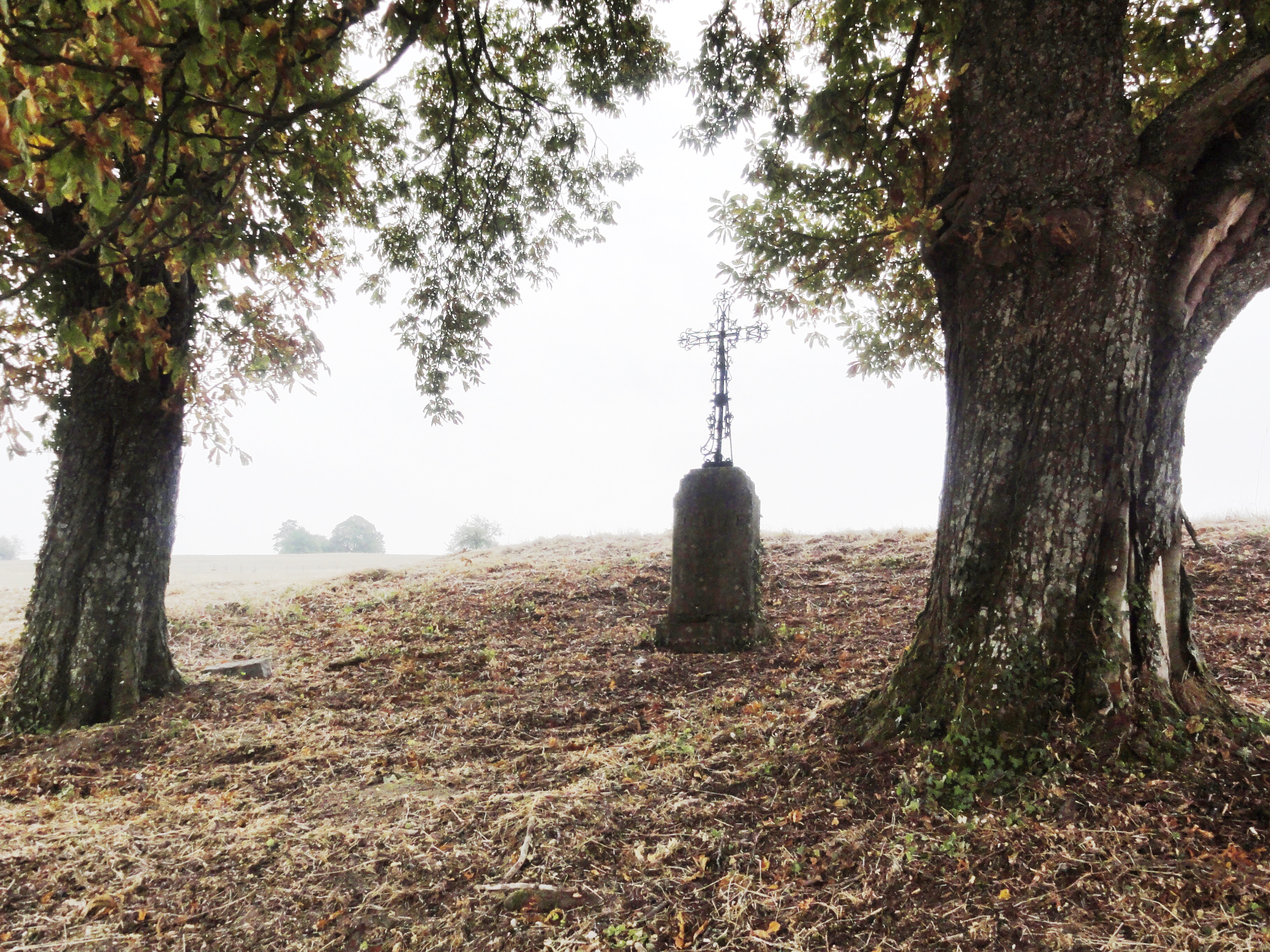
Croix de chemin.

### Héraldique
| Blason de Jouy-en-Argonne | Blason  | Parti : au 1er de gueules à un buste du dieu Mars d'or en chef et à une feuille de chêne du même posée en bande, en pointe, au 2d d'azur à une croix papale d'argent et à une croix tréflée de gueules brochant en cœur sur la précédente. Ornements extérieursCroix de guerre 1914-1918 |
| Blason de Jouy-en-Argonne | Détails | Le buste de Mars rappelle que la localité était importante à l'époque romaine et que la voie romaine Reims-Metz passait au sommet du mont Jupiter, désormais mont des Croix. L'Argonne, qui tient son nom du celte argoat « pays des bois », est représentée par la feuille de chêne. La croix papale symbolise saint Grégoire le Grand, pape de 590 à 604 et patron de l'église locale, et la croix tréflée rappelle celle qui est peinte au plafond de celle-ci. Adopté le 4 avril 2023. |